# Gizeh
Ne doit pas être confondu avec Nécropole de Gizeh ou Gouvernorat de Gizeh.
 (juin 2010).
Si vous disposez d'ouvrages ou d'articles de référence ou si vous connaissez des sites web de qualité traitant du thème abordé ici, merci de compléter l'article en donnant les références utiles à sa vérifiabilité et en les liant à la section « Notes et références ».
Gizeh (ou Gizèh, Giza, Gîza, Guizèh), en arabe الجيزة (al-Gizah), est une ville d'Égypte, située sur la rive gauche du Nil, face à la vieille ville du Caire.
La renommée internationale de Gizeh est due aux célèbres grandes pyramides de Khéops, Khéphren et Mykérinos, ainsi qu'au Sphinx, témoins de la civilisation égyptienne antique au cours de l'Ancien Empire (~ 2700 – ~ 2200 AEC), situés sur le plateau à quelques kilomètres de la ville.
Aujourd'hui, Gizeh, chef-lieu du gouvernorat homonyme, totalise près de 8 900 000 habitants et fait désormais partie de la métropole cairote.

## Plateau et nécropole
La nécropole de Gizeh se situe sur un plateau dans le désert, à huit kilomètres du centre-ville et à vingt-cinq kilomètres du Caire.

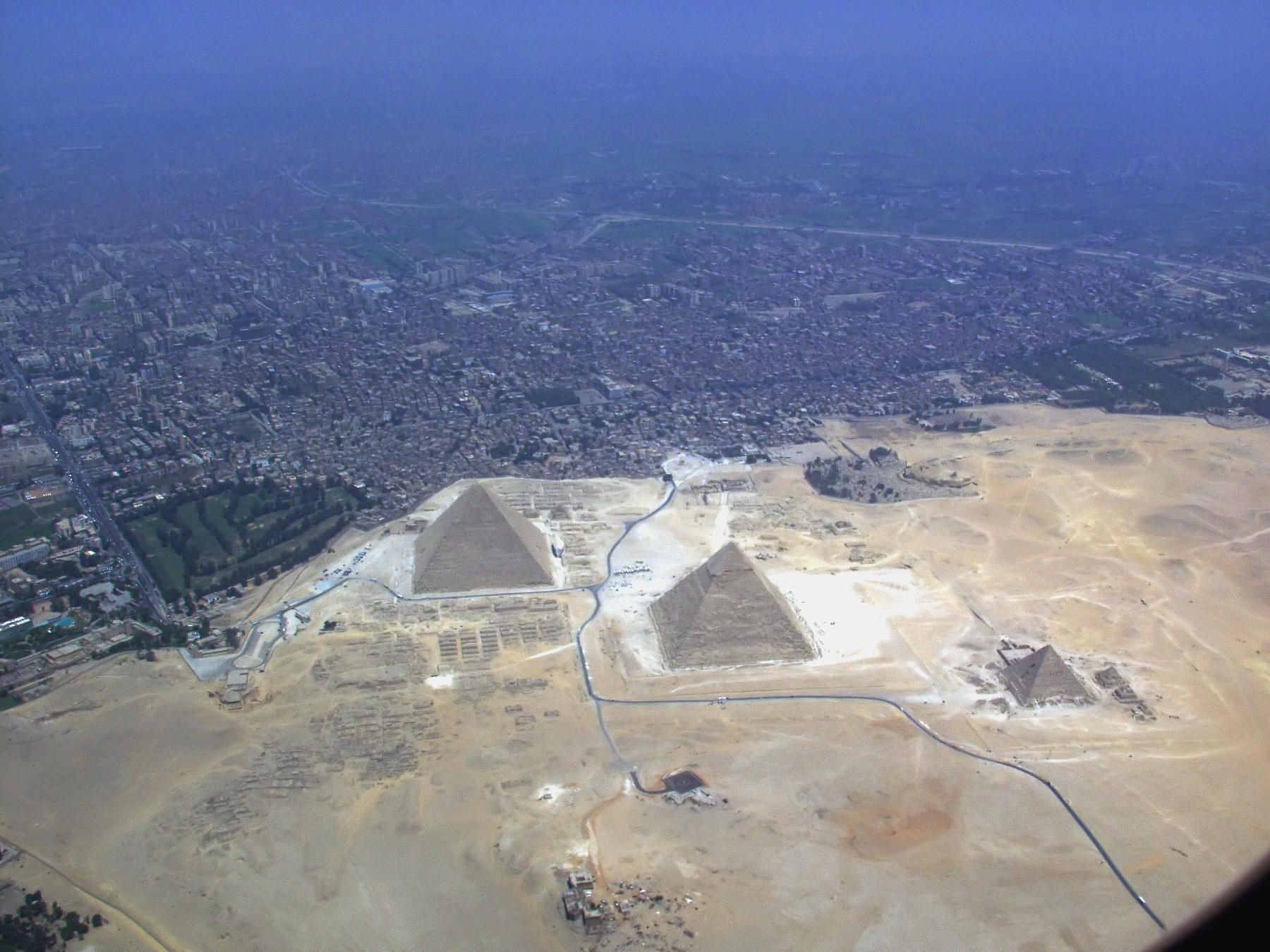
Du nord au sud : ville de Gizeh, nécropole avec ses pyramides et plateau de Gizeh.
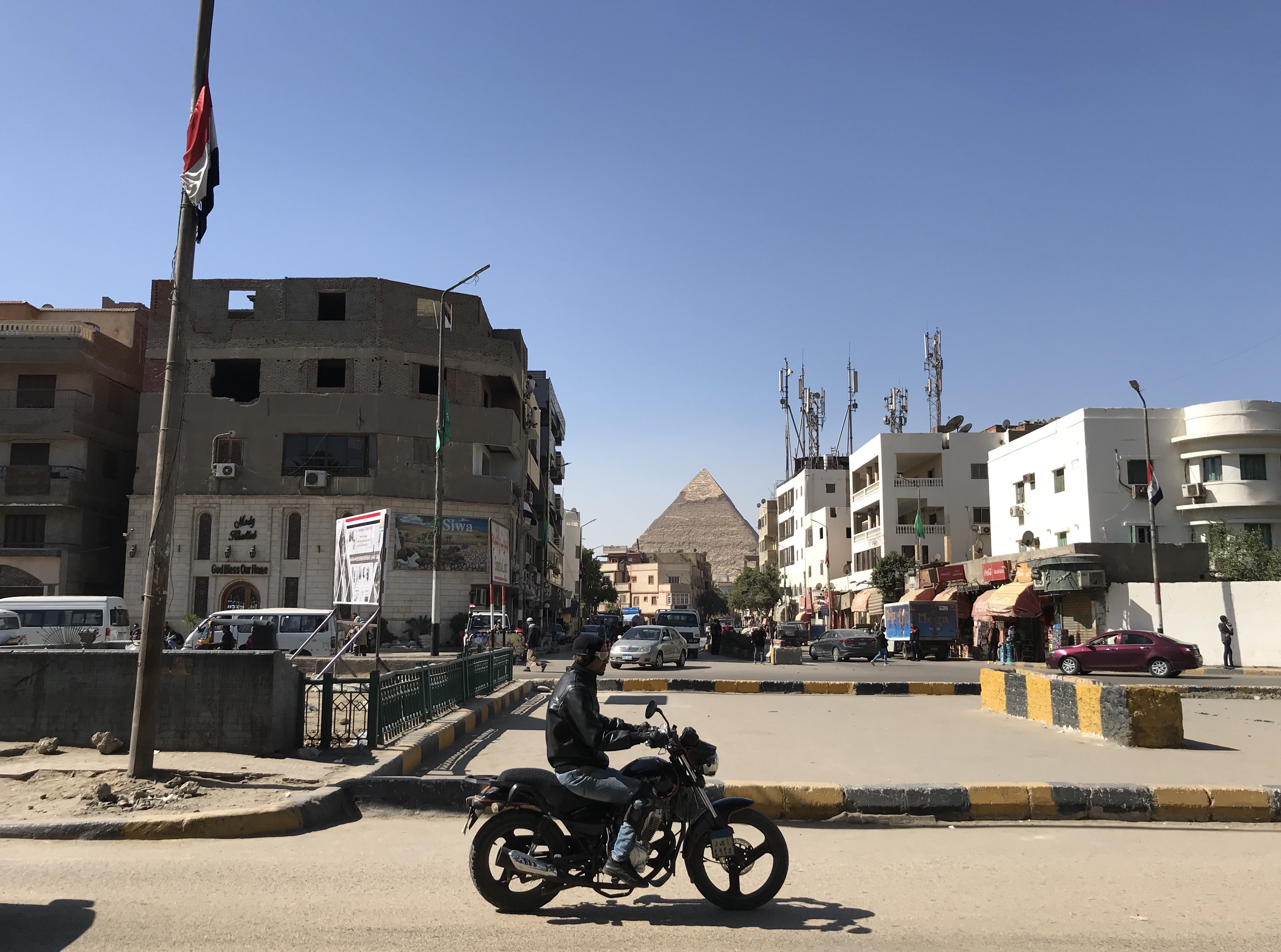
Une rue de Gizeh montrant la proximité des pyramides.

## Districts

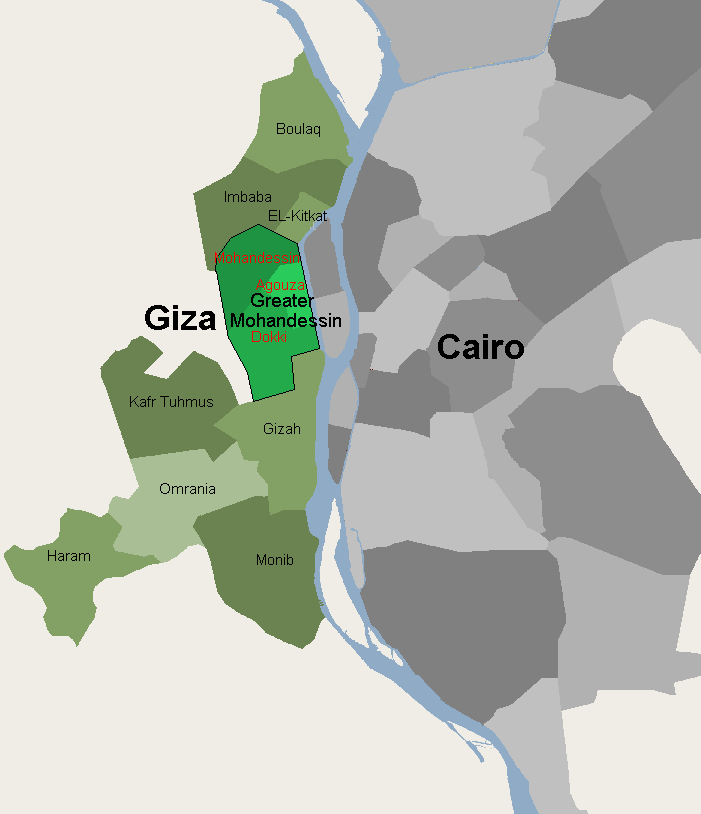
Carte du découpage administratif de Gizeh.

- Bulaq ad Dakrur
- Embabeh
- Kit-Kat
- Mohandiseen (en)
- Agouza (en)
- Dokki (en)
- Gizeh
- Monib
- Haram
- Kafr Tuhurmus
- Omrania

## Sport
La ville est particulier connue pour son club omnisports du Zamalek Sporting Club. Elle possède aussi un club de football, le Tersana Sporting Club, ayant connu son heure de gloire dans le football égyptien durant les années 1960.

## Tourisme

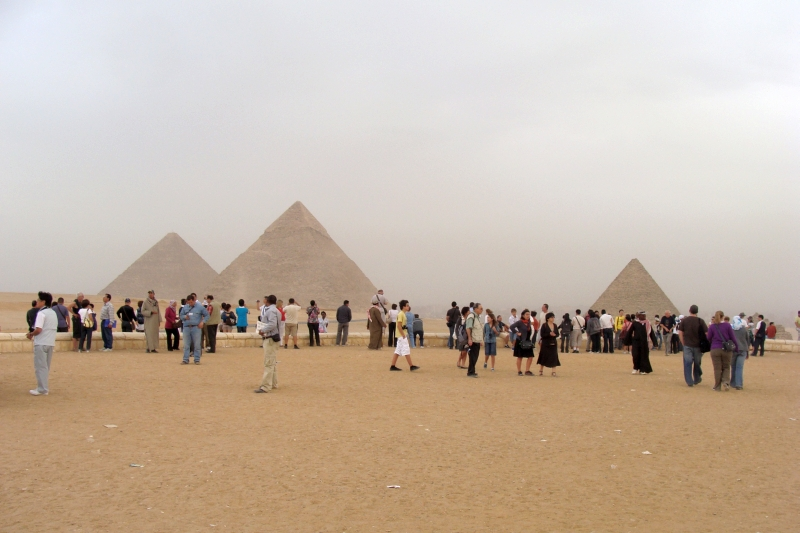
Touristes à Gizeh.

Haut lieu touristique grâce à la présence des pyramides, dont celle de Khéops qui reste classée parmi les Sept Merveilles du monde depuis l'Antiquité, le site de Gizeh est menacé par la rapide expansion du Caire dont l'urbanisation importante et peu contrôlée grignote peu à peu les alentours du site y compris sur le désert.
De ce fait, une nouvelle politique de protection du plateau est en cours d'élaboration avec notamment l'édification d'une clôture sur tout son pourtour délimitant ainsi la zone archéologique protégée de ce qui ne l'est désormais plus, et restreignant son accès.
Le site étant très touristique, il est parcouru par des millions de touristes chaque année. La visite est de plus en plus canalisée afin d'éviter les nombreuses détériorations effectuées par certains touristes, telle l'inscription de leur passage dans la pierre des mastaba et autres vestiges encore visibles. Le service des Antiquités, qui ne peut pas entreprendre de restaurations ni de fouilles de sauvetage d'envergure tant le site est vaste, met de plus en plus d'œuvres d'art à l'abri, empêchant de ce fait leur accès aux touristes.
La liberté de circulation et donc de visite du site s'en voit limitée d'année en année. Il est également prévu d'installer des caméras sur tout le site afin de surveiller les visiteurs, mais également les pilleurs d'antiquités qui se dissimulent parmi les touristes du plateau de Gizeh afin de voler des statues et autres vestiges, d'une grande valeur sur le marché des antiquités. Certains ont été rattrapés et condamnés à des peines allant jusqu'à vingt ans de prison ferme.
Pour limiter les dégradations des pyramides causées par le gaz carbonique rejeté par les visiteurs, des systèmes de ventilation ont été installés et une pyramide sur trois est fermée à tour de rôle chaque année afin que le monument se « repose ».
Enfin le nouveau projet d'aménagement du site prévoit deux entrées distinctes. Une pour les Égyptiens du côté du Sphinx et une pour les touristes non égyptiens par le nord du site à proximité de la pyramide de Khéops.

## Personnalités liées à Gizeh
- Aisha Rateb, y est morte en 2013.
- Khaled El-Enany, égyptologue et ministre, y est né en 1971.
- Chirine El Ansary, conteuse égyptienne, y est né en 1971.
- Mohamed Aboutrika, footballeur international égyptien, y est né en 1978.